# Cotxe policial
Cotxe policial (títol original anglès Cop Car) és una pel·lícula independent de thriller de carretera]estatunidenca del 2015 coescrita i dirigida per Jon Watts i protagonitzada per Kevin Bacon, Shea Whigham, Camryn Manheim, James Freedson-Jackson i Hays Wellford. La pel·lícula segueix dos joves i delinqüents juvenils que es troben i segresten el cotxe de policia abandonat d'un xèrif corrupte. Es va estrenar al Festival de Cinema de Sundance de 2015 i es va estrenar als Estats Units el 7 d'agost de 2015 per Focus World. La pel·lícula va rebre principalment crítiques positives de la crítica, però no va tenir èxit comercial, i va guanyar 143.658 dòlars amb un pressupost de 5 milions de dòlars. Ha estat subtitulada al català.

## Argument
El xèrif corrupte Kretzer es treu la camisa de l'uniforme i deixa la seva pistola al seient del darrere del seu cotxe de policia. Treu un cos del maleter del seu cotxe, l'arrossega i deixa caure a una fossa coberta al bosc i hi aboca una bossa d'cal viva. Mentrestant, dos joves fugitius i delinqüents juvenils, Travis i Harrison, es troben amb el cotxe de policia de Kretzer. Creient que està abandonat, segresten el vehicle i van a fer un joyride. En trobar el seu cotxe desaparegut, Kretzer truca a la seva despatxadora Mary Allen per dir-li que la seva ràdio està apagada, així que s'hauria de contactar amb ell per telèfon. Mentrestant, els nois van pel carril equivocat i per poc xoquen contra una dona que conduïa pel carril contrari.
En un aparcament de caravanes, Kretzer roba un cotxe, però, després d'evitar l'arrest, l'abandona i el substitueix per la seva pròpia camioneta quan arriba a casa. Allen li informa d'un informe sobre un cotxe robat d'un xèrif conduït per dos nens menors de 10 anys. Li ordena que ignori l'informe i li fa que digui als seus adjunts que canviïn les seves ràdios a un canal diferent, abans que utilitzi el canal habitual per trucar al nois sense cap resultat.
Travis i Harrison estan jugant amb les armes d'en Kretzer, però senten cops des del maleter del cotxe i l'obren per veure un home ensangonat, l'home que Kretzer va tancar anteriorment. Aconsegueix convèncer els nois perquè l'alliberin després d'informar-los que Kretzer era el "dolent". A casa, Kretzer llença bosses de cocaïna al seu lavabo i empaqueta una bossa d'efectiu. Sent Harrison a la ràdio del seu camió i rep la trucada, on Harrison afirma haver guardat el cotxe segur i li diu la seva ubicació.
L'home del maleter havia traït els nois i havia obligat a Harrison a punt de pistola a dir-li a Kretzer on es trobava per poder venjar-se. Ell i el seu germà, el cadàver d'abans, van formar part d'un tracte de drogues amb Kretzer que va sortir malament. Tancant-los al seient del darrere del cotxe, amenaça les famílies dels nois i els adverteix que no diguin a Kretzer on s'amaga abans de posar-se a cobert prop d'un molí de vent. Kretzer arriba i veu la porta davantera oberta del cotxe de la policia, i es protegeix darrere del cotxe després de sentir que alguna cosa va malament.
La dona el cotxe de la qual els nois gairebé han colpejat abans, Bev, apareix i camina cap al cotxe, cridant als nois. Veu en Kretzer, que diu estar ferit, i ell li demana que busqui les seves claus en la direcció on sospita que s'amaga l'home. Bev veu l'home des del maleter i revela la seva ubicació abans que l'home la mati a trets, provocant un tiroteig amb ell i Kretzer. Kretzer aconsegueix matar l'home, però és greument ferit.
Els nois escapen del cotxe sortint per la finestra, però Travis rep una bala rebotada del seu intent de fugida. Harrison agafa el cotxe de la policia i baixa per buscar ajuda per a Travis, però Kretzer es recupera i els segueix al seu camió mentre els burla a través de la ràdio. Amb la nit caient i sense saber com encendre els fars del vehicle, Harrison ignora Kretzer i continua accelerant per la carretera. Quan Kretzer intenta perseguir-los per la carretera, Harrison veu una vaca i l'esquiva, però Kretzer s'estavella contra ella. Harrison continua endavant abans de veure finalment les llums de la ciutat a l'horitzó. Allen intenta contactar amb Kretzer per la ràdio, que Harrison capta mentre avança cap a la ciutat.

## Repartiment
- Kevin Bacon com el xèrif Kretzer
- James Freedson-Jackson com a Travis
- Hays Wellford com Harrison
- Camryn Manheim com a Bev
- Shea Whigham com a Home
- Sean Hartley com a policia de motocicletes
- Kyra Sedgwick com a despatxador
- Loi Nguyen com a cambrer
- Sit Lenh com a hostessa
- Chuck Kull com a oficial número 1
- Thomas Coates com a oficial número 2
- Kathleen Bentley com a Trailer Park Lady
- Justin Barr com Guy a Trailer Park
- Adam Barr com a borratxo a la intersecció
- Lily i Cooter Heber com a gossos
- Bluebell com ella mateixa

## Estrena
La pel·lícula es va estrenar al Festival de Cinema de Sundance el 24 de gener de 2015. Aquell mateix mes, Focus World va guanyar els drets de distribució de la pel·lícula en una guerra d'ofertes que va incloure estudis com IFC Films i Lionsgate Films, estrenant-la als cinemes el 7 d'agost. 2015.

## Recepció

### Resposta crítica
Cotxe policial va rebre ressenyes generalment positives de la crítica. A Rotten Tomatoes, la pel·lícula té una puntuació d'aprovació del 82% basada en 90 crítiques, amb una valoració mitjana de 7,10/10. El consens crític del lloc diu: "Cotxe policial compta amb una premissa aterridora i un acte d'obertura terriblement apassionant, i per a alguns espectadors, això serà suficient per compensar el desenllaç desigual de la pel·lícula." On Metacritic, the film has a score of 66 out of 100, based on 21 critics, indicating "generally favorable reviews".
Michael O'Sullivan, de The Washington Post, va donar a la pel·lícula dues de quatre estrelles, dient: "Cotxe policial crea una atmòsfea agradable i ple de suspens, barrejant comèdia fosca i veritable esgarrifança. de tal manera que un estat d'ànim mai no aclapara l'altre." Bill Goodykoontz de The Arizona Republic li va donar tres estrelles i mitja de cinc de cinc, dient: "Bacon pot interpretar gairebé qualsevol cosa, i s'ho passa bé aquí com un noi no prou intel·ligent com per evitar problemes, però prou astut com per intentar desenterrar-se. És divertida de veure." Bruce Demara del Toronto Star va donar a la pel·lícula tres estrelles de quatre, dient: "Ancorat per actuacions sòlides i un guió tens, Cotxe policial és un viatge emocionant ple de tensió." Brian Moylan de The Guardian va donar a la pel·lícula quatre estrelles de cinc, dient: "La pel·lícula culmina amb un enfrontament tens i prolongat que manté el públic al marge durant molt més temps del que és còmode. Vull dir això com un compliment." Todd McCarthy de The Hollywood Reporter va donar a la pel·lícula una crítica negativa, dient: "Una premissa potencialment divertida aviat es converteix en gens divertida a Cotxe policial, un thriller d’acció amb un final que desafia seriosament la imaginació." Peter Debruge de Variety va donar a la pel·lícula una crítica positiva, dient: "Watts demostra un control magistral, lluitant contra els límits del que podem agafar (fins i tot els que no siguin pares es sentiran esgarrifats veient com els nois manegen malament les armes carregades) i, tanmateix, a cada torn, el guió no aconsegueix tot el potencial de la pel·lícules, perdent oportunitats que podrien haver fet d'ella un clàssic."

### Reconeixements
| Premi                                       | Categoria                                | Nominat                | Resultat  |
| ------------------------------------------- | ---------------------------------------- | ---------------------- | --------- |
| Festival de Cinema Americà de Deauville     | Gran Premi Especial                      | Jon Watts              | Nominat   |
| Festival Internacional de Cinema d'Edimburg | Premi del Públic                         | Jon Watts              | Nominat   |
| Premis del National Board of Review         | Les deu millors pel·lícules independents | Cotxe policial         | Guanyador |
| Premis Saturn                               | Millor pel·lícula independent            | Cotxe policial         | Nominat   |
| Premis Saturn                               | Millor actuació d'un actor jove          | James Freedson-Jackson | Nominat   |